# Premis Oscar de 1939
Els Premis Oscar de 1939 (en anglès: 12th Academy Awards) foren presentats el 29 de febrer de 1940 en una cerimònia realitzada a l'Hotel Ambassador de Los Angeles. La cerimònia i el banquet realitzat fou presentat per Bob Hope.

## Curiositats
Aquesta fou la primera vegada que Bob Hope presentà la cerimònia. Al llarg de la història dels Premis és la persona que més vegades ho ha fet, un total de dinou vegades.
La producció de David O. Selznick Allò que el vent s'endugué dirigida per Victor Fleming es convertí en la pel·lícula amb més nominacions de la història dels premis amb 13. Així mateix la Mr. Smith Goes to Washington de Frank Capra es convertí en la segona amb més nominacions a l'aconseguir 11 candidatures.
En aquesta edició s'establí el premi Oscar als millors efectes especials, si bé anteriorment s'havien entregat Oscars Especials de forma discontínua en aquesta categoria tècnica. Així mateix s'establí les categories de Millor fotografia en Blanc i Negre així com en Color.
L'actriu Hattie McDaniel es convertí en la primera persona afroamericana en aconseguir un Oscar de forma competitiva al guanyar la categoria de Millor actriu secundària per Allò que el vent s'endugué. Així mateix Sidney Howard es convertí en el primer guanyador d'un premi de forma pòstuma, en aquesta ocasió pel guió adaptat d'aquesta mateixa pel·lícula.

## Premis
| Millor pel·lícula | Millor director |
| --- | --- |
| - Allò que el vent s'endugué - Cita d'amor - Dark Victory - Goodbye, Mr. Chips - Mr. Smith Goes to Washington - Ninotchka - Of Mice and Men - Stagecoach - El màgic d'Oz - Cims borrascosos | - Victor Fleming per Allò que el vent s'endugué - Frank Capra per Mr. Smith Goes to Washington - John Ford per Stagecoach - Sam Wood per Goodbye, Mr. Chips - William Wyler per Cims borrascosos |
| Millor actor | Millor actriu |
| - Robert Donat per Goodbye, Mr. Chips com a Mr. Chips - Clark Gable per Allò que el vent s'endugué com a Rhett Butler - Laurence Olivier per Cims borrascosos com a Heathcliff - Mickey Rooney per Els fills de la faràndula com a Mickey Moran - James Stewart per Mr. Smith Goes to Washington com a Jefferson "Jeff" Smith | - Vivien Leigh per Allò que el vent s'endugué com a Scarlett O'Hara - Bette Davis per Dark Victory com a Judith Traherne - Irene Dunne per Cita d'amor com a Terry McKay - Greta Garbo per Ninotchka com a Nina Ivanovna "Ninotchka" Iakuxova - Greer Garson per Goodbye, Mr. Chips com a Katherine |
| Millor actor secundari | Millor actriu secundària |
| - Thomas Mitchell per Stagecoach com a Doc Boone - Brian Aherne per Juarez com a Maximilià I de Mèxic - Harry Carey per Mr. Smith Goes to Washington com a President del Senat - Brian Donlevy per Beau Geste com a Sargent Markoff - Claude Rains per Mr. Smith Goes to Washington com a senador Joseph Harrison "Joe" Paine | - Hattie McDaniel per Allò que el vent s'endugué com a Mammy - Olivia de Havilland per Allò que el vent s'endugué com a Melanie Hamilton - Geraldine Fitzgerald per Cims borrascosos com a Isabella Linton - Edna May Oliver per Drums Along the Mohawk com a Mrs. McKlennar - Maria Ouspenskaya per Cita d'amor com a Àvia Janou |
| Millor història | Millor guió adaptat |
| - Lewis R. Foster per Mr. Smith Goes to Washington - Mildred Cram i Leo McCarey per Cita d'amor - Felix Jackson per Mare per força - Melchior Lengyel per Ninotchka - Lamar Trotti per Young Mr. Lincoln | - Sidney Howard per Allò que el vent s'endugué (sobre hist. de Margaret Mitchell) - Ben Hecht i Charles MacArthur per Cims borrascosos (sobre hist. d'Emily Brontë) - Eric Maschwitz, R. C. Sherriff i Claudine West per Goodbye, Mr. Chips (sobre hist. de James Hilton) - Sidney Buchman per Mr. Smith Goes to Washington (sobre hist. de Lewis R. Foster) - Charles Brackett, Walter Reisch i Billy Wilder per Ninotchka (sobre hist. de Melchior Lengyel) |
| Millor banda sonora | Millor cançó original |
| - Herbert Stothart per El màgic d'Oz - Anthony Collins per Nurse Edith Cavell - Aaron Copland per Of Mice and Men - Lud Gluskin i Lucien Moraweck per L'home de la màscara de ferro - Werner Janssen per Eternament teva - Alfred Newman per The Rains Came - Alfred Newman per Cims borrascosos - Max Steiner per Dark Victory - Max Steiner per Allò que el vent s'endugué - Victor Young per Golden Boy - Victor Young per Els viatges de Gulliver - Victor Young per Man of Conquest | - Harold Arlen (música); E. Y. Harburg (lletra) per El màgic d'Oz ("Over the Rainbow") - Ralph Rainger (música); Leo Robin (lletra) per Els viatges de Gulliver ("Faithful Forever") - Irving Berlin (música i lletra) per Second Fiddle ("I Poured My Heart Into a Song") - Buddy de Sylva (música i lletra) per Cita d'amor ("Wishing") |
| Millor curtmetratge d'animació | Millor banda sonora - Adaptació |
| - The Ugly Duckling de Walt Disney i RKO Radio - Detouring America de Warner Bros. - Peace on Earth de MGM - The Pointer de Walt Disney i RKO Radio | - Richard Hageman, Frank Harling, John Leipold i Leo Shuken per Stagecoach - Phil Boutelje i Arthur Lange per The Great Victor Herbert - Aaron Copland per Of Mice and Men - Roger Edens i George E. Stoll per Els fills de la faràndula - Cy Feuer per She Married a Cop - Lou Forbes per Intermezzo - Erich Wolfgang Korngold per The Private Lives of Elizabeth and Essex - Alfred Newman per El geperut de Notre-Dame - Alfred Newman per They Shall Have Music - Charles Previn per First Love - Louis Silvers per Swanee River - Dimitri Tiomkin per Mr. Smith Goes to Washington - Victor Young per Way Down South |
| Millor so | Millor direcció artística |
| - Bernard B. Brown per When Tomorrow Comes (Universal Studio Sound Department) - John Livadary per Mr. Smith Goes to Washington (Columbia Studio Sound Department) - A. W. Watkins per Goodbye, Mr. Chips (Denham Studio Sound Department) - Elmer A. Raguse per Of Mice and Men (Hal Roach Studio Sound Department) - Douglas Shearer per Balalaika (MGM Studio Sound Department) - Loren L. Ryder per The Great Victor Herbert (Paramount Studio Sound Department) - Charles L. Lootens per Man of Conquest (Republic Studio Sound Department) - John Aalberg per El geperut de Notre-Dame (RKO Radio Studio Sound Department) - Thomas T. Moulton per Allò que el vent s'endugué (Samuel Goldwyn Studio Sound Department) - E. H. Hansen per The Rains Came (Fox Studio Sound Department) - Nathan Levinson per The Private Lives of Elizabeth and Essex (Warner Bros. Studio Sound Department) | - Lyle R. Wheeler per Allò que el vent s'endugué - Lionel Banks per Mr. Smith Goes to Washington - James Basevi per Cims borrascosos - William S. Darling i George Dudley per The Rains Came - Hans Dreier and Robert Odell per Beau Geste - Cedric Gibbons and William A. Horning per El màgic d'Oz - Anton Grot per The Private Lives of Elizabeth and Essex - Charles D. Hall per Captain Fury - John Victor Mackay per Man of Conquest - Jack Otterson i Martin Obzina per First Love - Van Nest Polglase i Alfred Herman per Cita d'amor - Alexander Toluboff per Stagecoach                                         |
| Millor fotografia - Blanc i Negre | Millor fotografia - Color |
| - Gregg Toland per Cims borrascosos - Joseph H. August per Gunga Din - Norbert Brodine per Lady of the Tropics - Tony Gaudio per Juarez - Bert Glennon per Stagecoach - Arthur Charles Miller per The Rains Came - Victor Milner per The Great Victor Herbert - Gregg Toland per Intermezzo - Joseph Valentine per First Love - Joseph Walker per Only Angels Have Wings | - Ernest Haller i Ray Rennahan per Allò que el vent s'endugué - Georges Périnal i Osmond Borradaile per Les quatre plomes - Sol Polito i W. Howard Greene per The Private Lives of Elizabeth and Essex - Ray Rennahan i Bert Glennon per Drums Along the Mohawk - Hal Rosson per El màgic d'Oz - William V. Skall i Bernard Knowles per El Mikado |
| Millor muntatge | Millors efectes especials |
| - Hal C. Kern i James E. Newcom per Allò que el vent s'endugué - Charles Frend per Goodbye, Mr. Chips - Gene Havlick i Al Clark per Mr. Smith Goes to Washington - Otho Lovering i Dorothy Spencer per Stagecoach - Barbara McLean per The Rains Came | - E. H. Hansen i Fred Sersen per The Rains Came - John R. Cosgrove, Fred Albin i Arthur Johns per Allò que el vent s'endugué - Roy Davidson i Edwin C. Hahn per Only Angels Have Wings - Farciot Edouart, Gordon Jennings i Loren Ryder per Union Pacific - A. Arnold Gillespie i Douglas Shearer per El màgic d'Oz - Byron Haskin i Nathan Levinson per The Private Lives of Elizabeth and Essex - Roy Seawright per Topper Takes a Trip |
| Millor curtmetratge, un carret | Millor curtmetratge, dos carrets |
| - Busy Little Bears de Paramount Pictures - Information Please de RKO Radio - Prophet Without Honor de MGM - Sword Fishing de Warner Bros. | - Sons of Liberty de Warner Bros. - Drunk Driving de MGM - Five Times Five de RKO Radio |

## Oscar Honorífic
- Douglas Fairbanks - en reconeixement de la singular i destacada contribució de Douglas Fairbanks, primer president de l'Acadèmia, pel desenvolupament internacional del cinema. [estatueta]
- Technicolor Company - per les seves contribucions en l'èxit de les tres característiques de producció de color a la pantalla. [estatueta]
- Motion Picture Relief Fund (Jean Hersholt, Ralph Morgan, Ralph Block i Conrad Nagel) - en reconeixement dels eminents serveis a la indústria durant l'any anterior. [placa]
- William Cameron Menzies - pel seu destacat èxit en l'ús del color que millora l'esperit dramàtic en la producció Allò que el vent s'endugué. [placa]

## Premi Irving G. Thalberg
- David O. Selznick

## Oscar Juvenil
- Judy Garland - per les seves interpretacions juvenils realitzades durant l'any anterior.

## Múltiples nominacions i premis
| Les següents pel·lícules van rebre diverses nominacions: - 13 nominacions: Allò que el vent s'endugué - 11 nominacions: Mr. Smith Goes to Washington - 8 nominacions: Cims borrascosos - 7 nominacions: Goodbye, Mr. Chips i Stagecoach - 6 nominacions: Love Affair, The Rains Came i El màgic d'Oz - 5 nominacions: The Private Lives of Elizabeth and Essex - 4 nominacions: Ninotchka i Of Mice and Men - 3 nominacions: Dark Victory, First Love, The Great Victor Herberti Man of Conquest - 2 nominacions: Els fills de la faràndula, Beau Geste, Drums Along the Mohawk, Els viatges de Gulliver, El geperut de Notre Dame, Intermezzo, Juarez i Only Angels Have Wings | Les següents pel·lícules van rebre més d'un premi: - 8 premis: Allò que el vent s'endugué - 2 premis: Stagecoach i El màgic d'Oz |